# Thé en Argentine

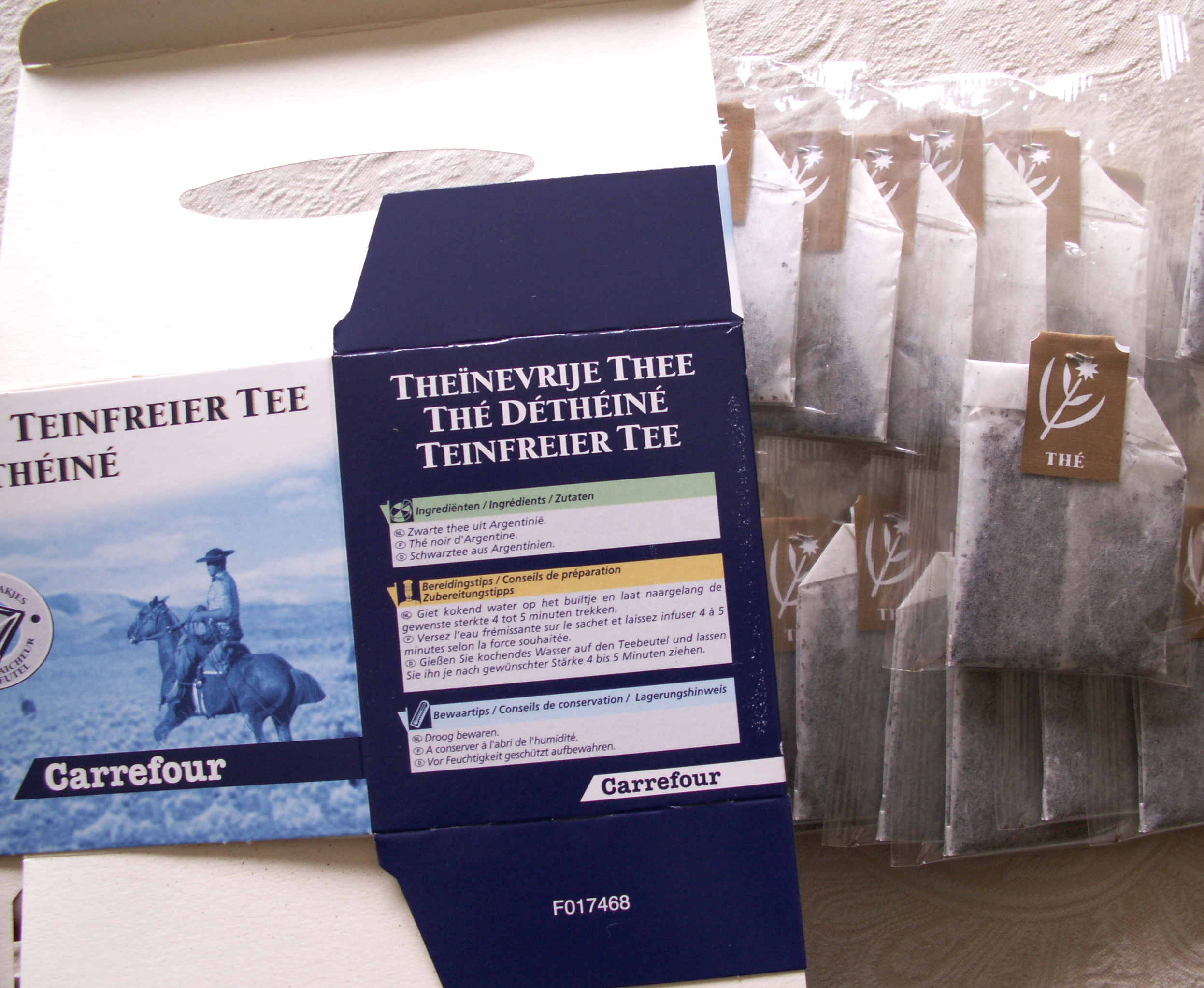
Thé décaféiné en sachets, produit à partir de thé noir d'Argentine

La production de thé en Argentine existe depuis les années 1960 et a pour destination essentiellement l'export, en particulier le marché du thé noir glacé aux États-Unis. C'est une production très mécanisée afin de baisser les coûts de production, mais le niveau de qualité s'en ressent. De petites productions de thés verts, hojicha et oolongs se développent. La consommation de thé locale est faible, bien qu'en augmentation sur les thés verts et blancs, en raison de la concurrence du maté.

## Histoire
À l’arrivée des missionnaires jésuites en Argentine, ils essaient d’interdire la consommation de maté, qu’ils considèrent addictif. Ils changent ensuite d’avis et commencent eux-mêmes à cultiver du maté, en particulier dans la province de Misiones, jusqu’à la suppression de la Compagnie de Jésus en 1767.
Les premiers thés cultivés en Argentine coloniale viennent de Russie en 1920. À partir de 1924, le gouvernement argentin encourage les agriculteurs à planter des graines importées de Chine. Le thé est cultivé dans plusieurs provinces du pays, mais le prix bas du thé limite le succès de la campagne ; de plus, le contenu est vu comme de moindre qualité que ceux importés.
La production de thé en Argentine à grande échelle date des années 1950, lorsque le propriétaire agricole Victor Navajas Centeno diversifia sa production, jusqu'alors exclusivement dédiée au maté. Cela fait suite à la décision du gouvernement argentin de bannir les importations de certains produits, notamment le thé, afin d'équilibrer la balance commerciale. Le succès est au rendez-vous, en particulier sur le marché chilien. Cette augmentation coïncide avec une interdiction de l’importation de thé prononcée par le gouvernement argentin en 1951.
Afin de baisser les coûts de production, le modèle de récolte passe dans les années 1960 d'une cueillette à la main à une coupe mécanisée par tracteurs : si cette méthode ne permet pas de conserver les qualités gustatives du thé, cela n'a que peu d'importance pour le marché visé, le thé glacé, où l'important est surtout la clarté du thé une fois refroidit.

## Production

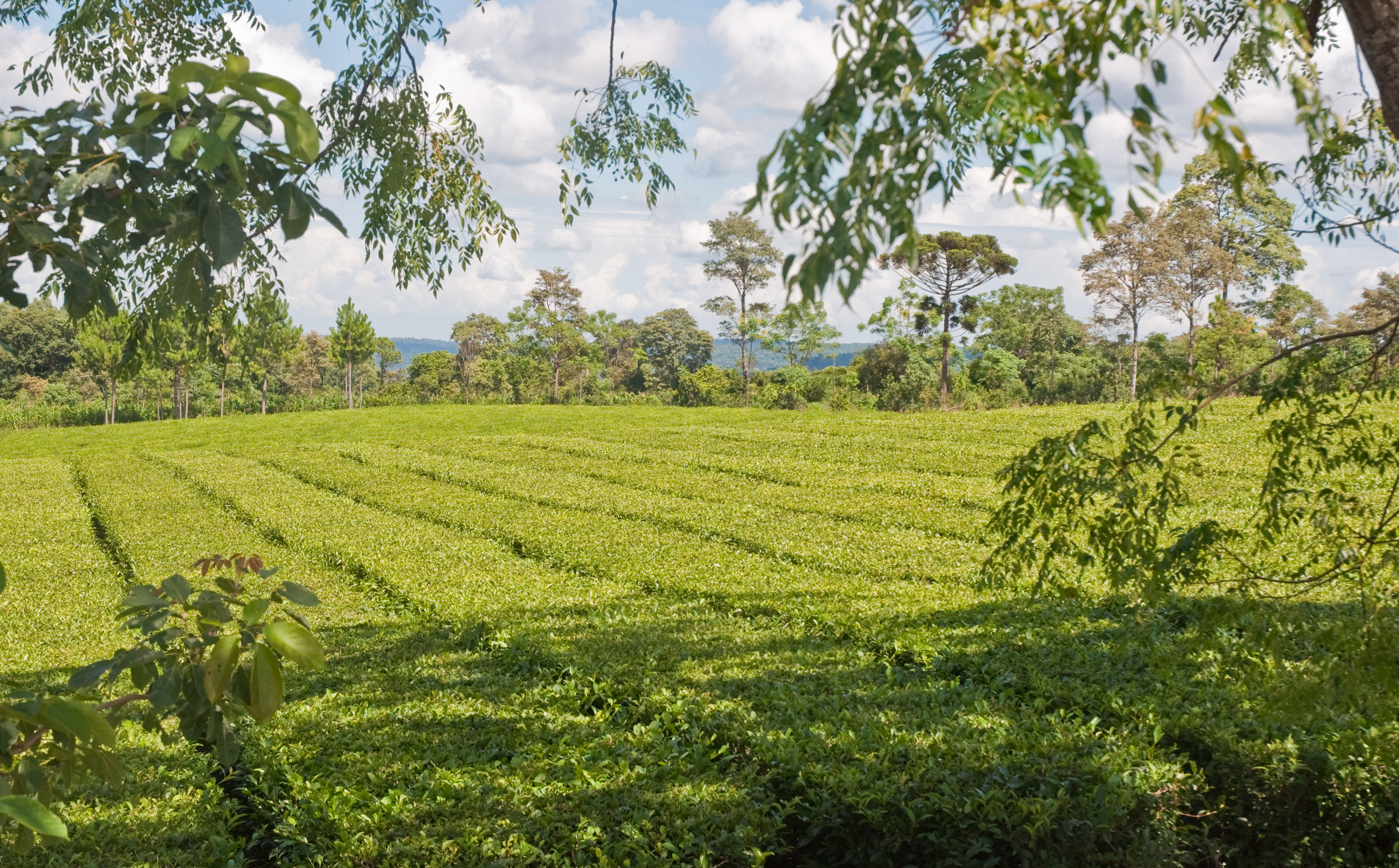
Plantation de thé à Misiones, janvier 2011. La récolte mécanisée, à l'aide de tracteurs, permet de planter les théiers très proches les uns des autres.

La production est en très grande majorité du thé noir en vrac, découpé soit en méthode CTC, soit à l'aide de machines spécifiquement développées en Argentine. Les usines de transformation du thé soient possèdent leurs propres plantations, soit achètent à de petits producteurs.
La production se concentre dans les provinces de Corrientes (5 % de la production) et surtout Misiones (95 %), dans le Nord-Est du pays ; la saison de récolte varie d'octobre à mai pour Corrientes et d'octobre à avril pour Misiones. Les plantations s'étendent sur 45 000 hectares pour une production annuelle de 83 000 tonnes ; elles se répartissent entre 60 plantations de grande ampleur et 8 000 petits lots.
Outre la transparence du thé glacé produit, les théiers sélectionnés en Argentine le sont sur leur capacité à résister aux fortes pluies ainsi que sur l'intensité de la couleur des liqueurs.
Depuis les années 2010 se développe une petite production de thé vert orthodoxe de style japonais, en particulier du thé hojicha, mais aussi des oolongs.
En 2005, l’Argentine est le neuvième plus grand pays producteur de thé au monde et produit environ 64 000 tonnes de thé. En 2011, elle est toujours à ce classement.
Les différents investissements financiers réalisés en Argentine dans l'industrie du thé des années 1980 aux années 2020 dans une logique néolibérale, ont provoqué un accroissement des inégalités entre les ouvriers agricoles, les producteurs agricoles et les entreprises de transformation et de vente du thé. En particulier, la concentration des canaux de commercialisation du thé ont provoqué une chute des produits agricoles, responsables à leur tour d'une augmentation de la précarité du travail agricole, la montée du chômage ainsi que l'expulsion de petits fermiers de leurs terres. Cette concentration fait qu'en 2016, six entreprises se partagent le marché du thé : El Vasco, Casa Fuentes, Don Basilicio, Koch Tsirsch, Las Trienta, et Las Marias ; ces entreprises correspondent aux familles qui ont commencé à cultiver le thé dans les années 1920. Un phénomène semblable existe pour le maté et le manioc.

## Commerce
L'Argentine exporte 95 % de son thé noir, essentiellement en direction des États-Unis qui achètent 65 % de la production du pays, mais aussi le Chili, l'Allemagne, les Pays-Bas, le Royaume-Uni et la Pologne. Le thé argentin est parmi les moins chers du marché international : il se vend en moyenne à 1.44$/kg sur la période 2012-2014, derrière le Vietnam (1.64$/kg) ou le Kenya (2.67$/kg).

## Consommation

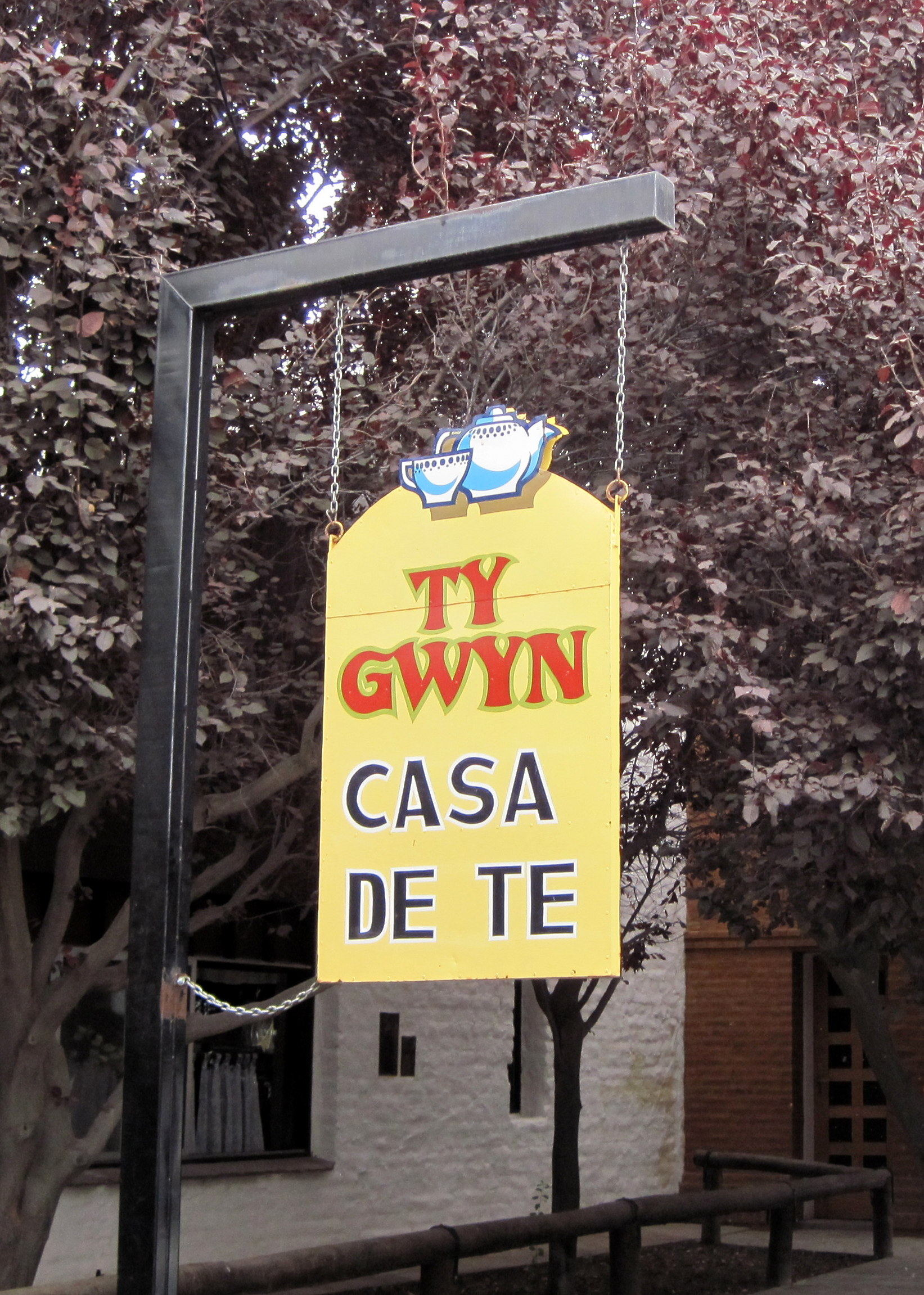
Ty Gwyn, salon de thé gallois en Argentine.

Les argentins consomment essentiellement du maté plutôt que du thé, mais la consommation de thé blanc et de thé vert augmente en raison de leur image de boissons bonnes pour la santé. De plus en plus se développe, de la part des producteurs de thé, une éducation au thé dans le pays, basée sur le modèle français des écoles de thé ; leur but est de permettre la croissance du marché du thé de haute qualité en Argentine, en particulier celui produit sur place.
La Patagonie et en particulier la ville de Gaiman sont connues pour leurs salons de thé sur le modèle traditionnel gallois, ouverts par les émigrés gallois au dix-neuvième siècle. Le thé y est servi vers seize heures avec du lait et du sucre, ainsi que des pâtisseries,,.